# Shirokuma Cafe
Shirokuma Cafe (しろくまカフェ Shirokuma Kafe?, lit. Café del Oso Polar) es un manga japonés de Aloha Higa. Gira en torno a la vida cotidiana de un grupo de animales mezclados con los humanos en una cafetería a cargo de un oso polar. Una adaptación al anime por Studio Pierrot comenzó a emitirse en Japón el 5 de abril de 2012.

## Personajes

### Personajes principales
Oso polar (シロクマ Shirokuma?)
Doblado por: Takahiro Sakurai
Un oso polar que dirige el Café del oso polar, el cual es popular entre los seres humanos y los animales. Tiene la costumbre de hacer malos juegos de palabras con sus clientes y amigos, solo por la diversión de escuchar sus réplicas.
Panda (パンダ?)
Doblado por: Jun Fukuyama
Un perezoso y de buen corazón oso panda que trabaja a tiempo parcial en un zoológico. Le gusta holgazanear y comer bambú y sólo pide café helado en la cafetería del oso polar hasta que este agrega al menú bambú solo por él. Está obsesionado con todos los productos panda y tiene tendencia a destacar su popularidad en el zoológico y su simpatía propia.
Pingüino (ペンギン Pengin?)
Doblado por: Hiroshi Kamiya
Un pingüino emperador, cliente habitual del stripptiest y amigo del oso polar que por lo general le pide un café moca. Por lo general sirve como el tsukkomi para las travesuras de Oso Polar y Panda. Él está enamorado de otra pingüina llamada Penko, y, finalmente, al enterarse de que sariuella tiene otras seis hermanas idénticas a ella, él termina saliendo con todas ellas al confundirse e invitarlas a salir a cada una de ellas pensando que eran la mismísima Penko.

## Adaptaciones

### Manga
El manga original de Aloha Higa comenzó a publicarse en la revista Flowers de Shogakukan en 2006. Cuatro volúmenes tankōbon han sido publicados hasta el momento. El manga se tomó un descanso entre mayo y julio de 2012, citando la falta de comunicación relativa a la adaptación al anime.

### Anime
Una adaptación al anime por Studio Pierrot de 50 capítulos comenzó a emitirse en Japón el 5 de abril de 2012.

#### Música
Opening (tema de apertura)
1. "Boku ni Invitation" (ボクにインビテーション Boku ni Inbitēshon?, "Invitación para mí") interpreta por JP (eps 1-26)
2. "Rough & Laugh" by Clammbon (eps 27 - 38)
3. "You & Me" by Saki and Rie fu (eps 39 - )

Ending (tema de cierre)
1. "Bamboo☆Scramble" interpreta por Jun Fukuyama como Panda (eps 1-5)
2. "Grizzly-san no G☆ROCK" (グリズリーさんのG☆ROCK Gurizurī-san no Jī Rokku?, "G☆ROCK del Sr. Grizzly") interpreta por Yūichi Nakamura como Grizzly (eps 6-9)
3. "Mizuiro" (みずいろ?  "Azul claro") interpreta por Aya Endo como Sasako (eps 10-13)
4. "ZOOtto, ne♪" (ZOOっと、ね♪ Zūtto, ne?, "Siempre") interpreta por Katsuyuki Konishi como el Panda de tiempo completo (eps 14-17)
5. "Michinoku Shiiku Blues" (みちのく飼育ブルース Michinoku Shiiku Burūsu?, "Michinoku Raising Blues") interpreta por Wataru Hatano como Handa (eps 18-22)
6. "Zokkon! Penko-san" (ぞっこん！ペン子さん?  "¡Estoy locamente enamorado de la Sra. Penko!") interpreta por Hiroshi Kamiya como Pingüino (eps 23-26)
7. "Kimama ni Panda-Mama" (気ままにパンダママ?  "La indulgente Panda-Mama") interpreta por Toshiyuki Morikawa como Panda-Mama (eps 27 - 30)